# Anseropoda insignis
Anseropoda insignis är en sjöstjärneart som beskrevs av Fisher 1906. Anseropoda insignis ingår i släktet Anseropoda och familjen Asterinidae. Inga underarter finns listade i Catalogue of Life.